# Indonesische Badmintonmeisterschaft 1960
Die Indonesische Badmintonmeisterschaft 1960 fand in Purwokerto statt. Es war die achte Austragung der nationalen Meisterschaften von Indonesien im Badminton.

## Titelträger
| Disziplin    | Sieger                       |
| ------------ | ---------------------------- |
| Herreneinzel | Eddy Yusuf                   |
| Dameneinzel  | Minarni                      |
| Herrendoppel | Tan Yee Khan Ng Boon Bee     |
| Damendoppel  | Oei Lin Nio Corry Kawilarang |
| Mixed        | Z. Abidin Corry Kawilarang   |